# My Tennessee Mountain Home
My Tennessee Mountain Home — одиннадцатый студийный альбом американской кантри-певицы Долли Партон, выпущенный 28 марта 1973 года на лейбле RCA Records.

## Об альбоме
Альбом объединён общей темой детства певицы в сельской местности на востоке штата Теннеси. Многие песни наполнены воспоминаниями о ранних годах жизни и семье, однако в композиции In the Good Old Days (When Times Were Bad), Партон замечает, что не хотела бы вернуться в своё нищее прошлое.
Несмотря на отсутствие коммерческого успеха альбома и отдельных синглов, его высоко оценили как критики, так и поклонники творчества Партон. Заглавная песня позднее стала неофициальной темой парка Долливуд.
На обложке альбома изображён дом, в котором Долли Партон и её семья жили с конца 1940-х до начала 1950-х годов.

## Список композиций
| №   | Название                                      | Автор(ы)     | Длительность |
| --- | --------------------------------------------- | ------------ | ------------ |
| 1.  | «The Letter»                                  | Dolly Parton | 2:03         |
| 2.  | «I Remember»                                  | Parton       | 3:42         |
| 3.  | «Old Black Kettle»                            | Parton       | 2:32         |
| 4.  | «Daddy's Working Boots»                       | Parton       | 2:52         |
| 5.  | «Dr. Robert F. Thomas»                        | Parton       | 2:36         |
| 6.  | «In the Good Old Days (Where Times Were Bad)» | Parton       | 3:26         |
| 7.  | «My Tennessee Mountain Home»                  | Parton       | 3:05         |
| 8.  | «Wrong Direction Home»                        | Parton       | 2:28         |
| 9.  | «Back Home»                                   | Parton       | 2:44         |
| 10. | «The Better Part of Life»                     | Parton       | 3:13         |
| 11. | «Down on Music Row»                           | Parton       | 2:58         |

| №   | Название          | Автор(ы) | Длительность |
| --- | ----------------- | -------- | ------------ |
| 12. | «Sacred Memories» | Parton   | 2:44         |

## Над альбомом работали
- Долли Партон — вокал, гитара
- Джимми Кольвард — гитара
- Джимми Каппс — гитара
- Дейв Кирбай — гитара
- Бобби Томпсон — гитара
- Чип Янг — гитара
- Пит Дрейк[англ.] — слайд-гитара
- Дон Варден — добро
- Бобби Дайсон — бас
- Джерри Карриган[англ.] — ударные
- Бак Трент[англ.] — банджо
- Мак Магаха — фиддл
- Джонни Гимбл[англ.] — фиддл
- Харгус Роббинс[англ.] — пианино
- Чарли Маккой[англ.] — губная гармоника
- Мери Хопфингер — арфа
- The Nashville Edition — бэк-вокал